# Open Tarragona Costa Daurada 2010
L'Open Tarragona Costa Daurada 2010 è un torneo professionistico di tennis maschile giocato sulla terra rossa, che faceva parte dell'ATP Challenger Tour 2010. Si è giocato a Tarragona in Spagna dal 4 all'11 ottobre 2010.

## Partecipanti

### Teste di serie
| Nazionalità | Giocatore               | Ranking* | Testa di serie |
| ----------- | ----------------------- | -------- | -------------- |
| Spagna      | Marcel Granollers       | 76       | 1              |
| Spagna      | Pablo Andújar           | 77       | 2              |
| Spagna      | Pere Riba               | 79       | 3              |
| Portogallo  | Frederico Gil           | 84       | 4              |
| Rep. Ceca   | Jan Hájek               | 93       | 5              |
| Spagna      | Albert Ramos Viñolas    | 120      | 6              |
| Spagna      | Daniel Muñoz de la Nava | 133      | 7              |
| Francia     | Benoît Paire            | 145      | 8              |

- Ranking al 27 settembre 2010.

### Altri partecipanti
Giocatori che hanno ricevuto una wild card:
- Tinotenda Chanakira
- Frederico Gil
- Marcel Granollers
- Sergio Gutiérrez-Ferrol

Giocatori passati dalle qualificazioni:
- Gerard Granollers Pujol
- Axel Michon
- Marcelo Palacios
- Boy Westerhof
- José Checa-Calvo (Lucky Loser ha rimpiazzato Óscar Hernández)
- Jordi Samper-Montaña (Lucky Loser ha rimpiazzato Lamine Ouahab)

## Campioni

### Singolare
Marcel Granollers ha battuto in finale  Jaroslav Pospíšil con il punteggio di 1–6, 7–5, 6–0

### Doppio
Guillermo Olaso /  Pere Riba hanno battuto in finale  Pablo Andújar /  Gerard Granollers Pujol con il punteggio di 7–6(1), 4–6, [10–5]